# Kosmološki horizont
Kosmološki horizont je mera udaljenosti sa koje bi se mogle dobiti informacije. Ovo uočljivo ograničenje nastaje zbog različitih svojstava opšte relativnosti, ekspandirajućeg svemira i fizike kosmologije Velikog praska. Kosmološki horizonti određuju veličinu i razmere svemira koji se može posmatrati. Ovaj članak objašnjava te horizonate.

## Horizont čestica
Horizont čestica, koji se takođe naziva kosmološki horizont, dolazeći horizont ili kosmički svetlosni horizont, je maksimalna udaljenost sa koje je svetlost čestica mogla putovati do posmatrača u toku postojanja univerzuma. Ona predstavlja granicu između vidljivog i nevidljivog regiona univerzuma, tako da njegova udaljenost u sadašnjoj epohi definiše veličinu svemira koji se može posmatrati. Zbog širenja svemira, to nije samo starost univerzuma pomnožena brzinom svetlosti, kao u Hablovom horizontu, već brzina svetlosti pomnožena konformnim vremenom. Postojanje, svojstva i značaj kosmološkog horizonta zavise od konkretnog kosmološkog modela.
U smislu udaljenosti kretanja, horizont čestica je jednak konformnom vremenu koje je prošlo od Velikog praska, pomnoženom brzinom svetlosti. Uopšteno govoreći, konformno vreme u određeno vreme je dato u smislu faktora razmere {\displaystyle a} sa,
{\displaystyle \eta (t)=\int _{0}^{t}{\frac {dt'}{a(t')}}}
ili
{\displaystyle \eta (a)=\int _{0}^{a}{\frac {1}{a'H(a')}}{\frac {da'}{a'}}\,.}
Horizont čestica je granica između dva regiona u tački u datom trenutku: jedan region definisan događajima koje je posmatrač već posmatrao, a drugi događajima koji se ne mogu posmatrati u tom trenutku. On predstavlja najdalju udaljenost sa koje sa mogu pronaći informacije iz prošlosti, i tako definiše univerzum koji se može posmatrati.

## Spoljašnje veze
- Klauber, Robert D. (9. 10. 2018). „Horizons in Cosmology” (PDF).